# باني لي
باني لي (بالإنجليزية: Bunny Lee)‏ (23 أغسطس 1941 - 6 أكتوبر 2020)، هو ملحن ومنتج أغاني جامايكي، ولد في 23 أغسطس 1941 في كينغستون في جامايكا. وتوفي 6 أكتوبر 2020.

## وصلات خارجية
- باني لي على موقع IMDb (الإنجليزية)
- باني لي على موقع ميوزك برينز (الإنجليزية)
- باني لي على موقع إن إن دي بي (الإنجليزية)
- باني لي على موقع أول ميوزيك (الإنجليزية)
- باني لي على موقع ديسكوغز (الإنجليزية)
- باني لي على موقع قاعدة بيانات الفيلم (الإنجليزية)